# Szaiff János (római katolikus plébános)
Szaiff János (Dunaszerdahely, 1855. május 15. – Nyitraegerszeg, 1902. április 19.) római katolikus plébános.

## Életútja
A Szaiff család magát Sobieski János lengyel uralkodótól származtatja, ennek alapja azonban kétséges.
A teológiát Esztergomban 1878-ban végezte és azon év június 21-én fölszenteltetett. Segédlelkész volt Alsónyárasdon, ahol 1880-ba adminisztrátor is volt; azon évben Hidaskürtön, 1885-ben Szentmihályfán, 1886-ban Dunamocson, 1887-ben Rimócon, 1888-ban Patakon segédlelkész és Ipolyfödémesen adminisztrátor volt. Végül mint egerszegi (Nyitra megye) plébános nyugalomba vonult.

## Műve
- A szeretet ünnepe. Lyrai színmű ő szentsége XIII. Leó pápa 25 éves pápai jubileuma alkalmára 1902-ben. Bpest, 1902. Szerző arck.